# Mazarinettes

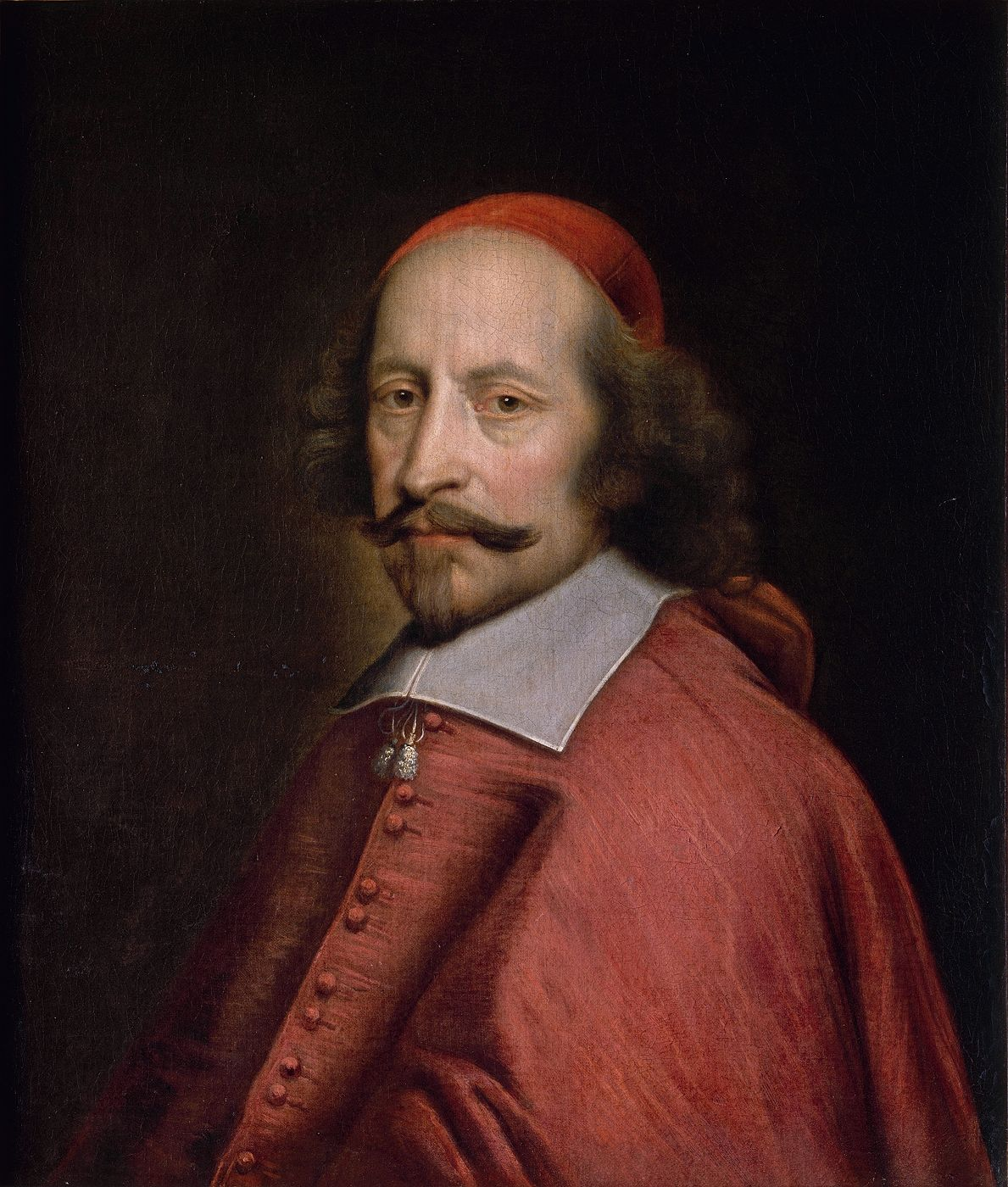
Hồng y Jules Mazarin.

Mazarinettes là cụm từ dùng để gọi 7 người cháu gái của Hồng y Jules Mazarin, một nhân vật chính trị nổi tiếng của Pháp vào thế kỉ 17, dưới thời Louis XIV của Pháp.
Bằng nhan sắc trời phú và danh tiếng gia tộc, Mazarin đã sắp xếp những cuộc hôn nhân chính trị của 7 người cháu của ông nhằm thâu tóm quyền lực của Châu Âu và Ý. Để cuộc hôn nhân diễn ra thuận lợi, ông thường đưa ra con số của hồi môn rất lớn.
Đến Pháp trong thời gian chênh lệch không nhiều, những người cháu gái của Mazarin khi đó độ tuổi tầm 7 đến 13. Hồng y Mazarin sử dụng những người cháu của mình trong triều đình Pháp cốt là để liên kết những mối hôn nhân cho những thế lực mà ông chưa yên tâm xung quanh mình. Bên cạnh đó, ông cũng muốn thông qua các cháu gái của mình thâu tóm toàn bộ tài sản kết xù của giới quý tộc Châu Âu, vì con đường hôn nhân là cách đầy nghệ thuật và khả thi nhất.
Thái hậu nước Pháp là Ana của Tây Ban Nha còn ra tay giúp Mazarin, khi bà sẵng sàng thu dụng những cô gái này bên cạnh mình. Bà còn để những cô gái trẻ tuổi hơn học tập cùng hai người con trai của bà, Vua Louis XIV và Philippe I xứ Orléans tại Palais-Royal. Từ đó, những cô cháu gái của Mazarin có địa vị không kém gì những công chúa chính thống của Pháp.
Khi những cô gái lần đầu xuất hiện trước công chúng, Nicolas de Neufville de Villeroy đã nói với chú của nhà vua, Gaston, Công tước Orléans rằng:
"Nhìn những tiểu thư xinh đẹp kia kìa! Lúc này họ chẳng có thứ gì. Nhưng rồi những tòa lâu đài, dinh thự, tước vị cao quý nhất sẽ thuộc cả về họ"
Tại triều đình Pháp, các cháu gái của Mazarin tạo nên một sự khuấy động vì vẻ đẹp hiếm có của họ. Một môi trường quý tộc Pháp nhiều đời định hình vẻ đẹp bằng nước da nhợt nhạt cùng thân hình đầy đặn, đến đây thì các Mazarinettes lại mang đến một vẻ đẹp của Ý, tóc đen óng ả và thân hình mảnh mai. Điều đó làm họ thật sự nổi bật.

## Thông tin
Những người cháu của Mazarin, là con gái của hai người em của ông là Laura và Girolama:
| Tên                   | Hình ảnh | Sinh                | Mất                 | Ghi chú |
| --------------------- | -------- | ------------------- | ------------------- | --- |
| Laura Martinozzi      |          | 27 tháng 5 năm 1639 | 19 tháng 7 năm 1687 | Kết hôn với Alfonso IV d'Este, Công tước Modena. Sinh ra Mary xứ Modena, vợ của James II của Anh.                                                           |
| Laura Mancini         |          | 6 tháng 5 năm 1636  | 8 tháng 2 năm 1657  | Kết hôn với Louis de Bourbon, Công tước xứ Vendôme. Sinh ra Louis Joseph de Bourbon và Philippe de Bourbon, Grand Prior.                                    |
| Anne Marie Martinozzi |          | 1637                | 4 tháng 2 năm 1672  | Kết hôn với Armand de Bourbon, Vương thân Conti. |
| Marie Mancini         |          | 28 tháng 8 năm 1639 | 8 tháng 5 năm 1715  | Kết hôn với Lorenzo Onofrio Colonna. |
| Olympia Mancini       |          | 11 tháng 7 năm 1638 | 9 tháng 10 năm 1708 | Kết hôn với Eugène Maurice de Svoy, Bá tước Soissons. |
| Ortensia Mancini      |          | 6 tháng 6 năm 1646  | 2 tháng 7 năm 1699  | Kết hôn với Armand Charles de La Porte de La Meilleraye, Công tước Mazarin. Tổ tiên của vương tộc đang trị vì Monaco, bao gồm Albert II, Thân vương Monaco. |
| Marie Anne Mancini    |          | 1649                | 20 tháng 6 năm 1714 | Kết hôn với Godefroy Maurice de La Tour d'Auvergne, Công tước Bouillon.                                                                                     |